# 小绿刺
小绿刺（学名：Capparis urophylla）是山柑科山柑属的植物。分布于老挝以及中国大陆的云南、广西等地，生长于海拔1,850米的地区，多生长于河旁、山坡道旁、溪边、山谷疏林或石山灌丛，目前尚未由人工引种栽培。